# Рокитна (приток Йиглавы)
Рокитна (чеш. Rokytná) — река в Чехии, протекает по краю Высочина и Южноморавскому краю. Правый приток реки Йиглава.
Длина реки — 86 км. Площадь водосборного бассейна — 584 км². Среднегодовой расход воды — 1,4 м³/с. Питание имеет в основном снеговое и дождевое. Половодье на реке происходит весной.
Крупнейший приток — Роухованка (чеш. Rouchovanka) (28 км).